# ژان میشل ریموند
ژان میشل ریموند (انگلیسی: Jean-Michel Raymond؛ زادهٔ ۲۴ اوت ۱۹۵۹) بازیکن فوتبال اهل فرانسه است.
از باشگاه‌هایی که در آن بازی کرده‌است می‌توان به باشگاه فوتبال المپیک لیون و باشگاه فوتبال تولوز اشاره کرد.